# Sant Marcèu d'Anonai
Saint-Marcel-lès-Annonay és un municipi francès situat al departament de l'Ardecha i a la regió d'Alvèrnia-Roine-Alps. L'any 2007 tenia 1.268 habitants.

## Demografia

### Població
El 2007 la població de fet de Saint-Marcel-lès-Annonay era de 1.268 persones. Hi havia 488 famílies de les quals 116 eren unipersonals (75 homes vivint sols i 41 dones vivint soles), 143 parelles sense fills, 195 parelles amb fills i 34 famílies monoparentals amb fills.
La població ha evolucionat segons el següent gràfic:
Habitants censats

### Habitatges
El 2007 hi havia 569 habitatges, 495 eren l'habitatge principal de la família, 47 eren segones residències i 27 estaven desocupats. 480 eren cases i 86 eren apartaments. Dels 495 habitatges principals, 373 estaven ocupats pels seus propietaris, 111 estaven llogats i ocupats pels llogaters i 11 estaven cedits a títol gratuït; 3 tenien una cambra, 18 en tenien dues, 93 en tenien tres, 164 en tenien quatre i 218 en tenien cinc o més. 306 habitatges disposaven pel capbaix d'una plaça de pàrquing. A 183 habitatges hi havia un automòbil i a 289 n'hi havia dos o més.

### Piràmide de població
La piràmide de població per edats i sexe el 2009 era:
| Homes | Edats   | Dones |
| ----- | ------- | ----- |
| 0     | 95 o +  | 0     |
| 8     | 90 a 94 | 0     |
| 8     | 85 a 89 | 8     |
| 12    | 80 a 84 | 12    |
| 8     | 75 a 79 | 12    |
| 12    | 70 a 74 | 16    |
| 36    | 65 a 69 | 36    |
| 36    | 60 a 64 | 20    |
| 28    | 55 a 59 | 36    |
| 32    | 50 a 54 | 36    |
| 68    | 45 a 49 | 32    |
| 36    | 40 a 44 | 52    |
| 36    | 35 a 39 | 44    |
| 64    | 30 a 34 | 40    |
| 32    | 25 a 29 | 60    |
| 32    | 20 a 24 | 28    |
| 52    | 15 a 19 | 44    |
| 48    | 10 a 14 | 44    |
| 44    | 5 a 9   | 44    |
| 28    | 0 a 4   | 32    |

## Economia
El 2007 la població en edat de treballar era de 814 persones, 611 eren actives i 203 eren inactives. De les 611 persones actives 565 estaven ocupades (287 homes i 278 dones) i 47 estaven aturades (26 homes i 21 dones). De les 203 persones inactives 93 estaven jubilades, 62 estaven estudiant i 48 estaven classificades com a «altres inactius».

### Ingressos
El 2009 a Saint-Marcel-lès-Annonay hi havia 526 unitats fiscals que integraven 1.368 persones, la mediana anual d'ingressos fiscals per persona era de 17.381 €.

### Activitats econòmiques
Dels 44 establiments que hi havia el 2007, 1 era d'una empresa alimentària, 1 d'una empresa de fabricació de material elèctric, 9 d'empreses de fabricació d'altres productes industrials, 6 d'empreses de construcció, 7 d'empreses de comerç i reparació d'automòbils, 1 d'una empresa de transport, 5 d'empreses d'hostatgeria i restauració, 1 d'una empresa d'informació i comunicació, 4 d'empreses de serveis, 5 d'entitats de l'administració pública i 4 d'empreses classificades com a «altres activitats de serveis».
Dels 16 establiments de servei als particulars que hi havia el 2009, 1 era una funerària, 3 tallers de reparació d'automòbils i de material agrícola, 1 guixaire pintor, 2 fusteries, 2 lampisteries, 3 perruqueries i 4 restaurants.
Dels 3 establiments comercials que hi havia el 2009, 1 era una botiga de menys de 120 m², 1 una fleca i 1 una carnisseria.
L'any 2000 a Saint-Marcel-lès-Annonay hi havia 26 explotacions agrícoles que ocupaven un total de 180 hectàrees.

## Equipaments sanitaris i escolars
El 2009 hi havia 2 escoles elementals.

## Poblacions més properes
El següent diagrama mostra les poblacions més properes.